# مارکو کوپلجار
مارکو کوپلجار (انگلیسی: Marko Kopljar؛ زادهٔ ۱۲ فوریهٔ ۱۹۸۶) بازیکن هندبال اهل کرواسی است.